# أمير الدهاء (فلم)
أمير الدهاء فيلم مصري إنتاج 1964، عن القصة العالمية الكونت دي مونت كريستو للكاتب الفرنسي ألكسندر دوما وإخراج هنري بركات وبطولة فريد شوقي وشويكار ومحمود مرسي ونعيمة عاكف.
ومما يذكر أنه قد سبق إنتاج نفس الفيلم بعنوان أمير الانتقام عام 1950 بنفس القصة والسيناريو والحوار ولنفس المخرج هنري بركات، وكان من بطولة أنور وجدي.

## تمثيل
- فريد شوقي - "حسن الهلالي"
- شويكار - "ياسمينا"
- محمود مرسي - "بدران"
- نعيمة عاكف - "زمردة"
- توفيق الدقن - "جعفر"
- شفيق نور الدين - "الشيخ جلال"
- أحمد لوكسر - "شاهين"
- حسن البارودي - "متولي"
- محمود الحديني - "عصام"

## وصلات خارجية
- أمير الدهاء على موقع IMDb (الإنجليزية)
- أمير الدهاء على موقع روتن توميتوز (الإنجليزية)
- أمير الدهاء على موقع الدهليز
- أمير الدهاء على موقع قاعدة بيانات الأفلام العربية
- أمير الدهاء على موقع قاعدة بيانات الفيلم (الإنجليزية)
- أمير الدهاء على موقع ليتربوكسد (الإنجليزية)
- أمير الدهاء على موقع كينوبويسك (الروسية)

1. ↑  "معلومات عن أمير الدهاء (فيلم) على موقع movie.douban.com". movie.douban.com. مؤرشف من الأصل في 2020-04-14.
2. ↑  "معلومات عن أمير الدهاء (فيلم) على موقع ui.eidr.org". ui.eidr.org. مؤرشف من الأصل في 2020-04-14.
3. ↑  "معلومات عن أمير الدهاء (فيلم) على موقع rottentomatoes.com". rottentomatoes.com. مؤرشف من الأصل في 2017-12-31.